# Marielund, Umeå

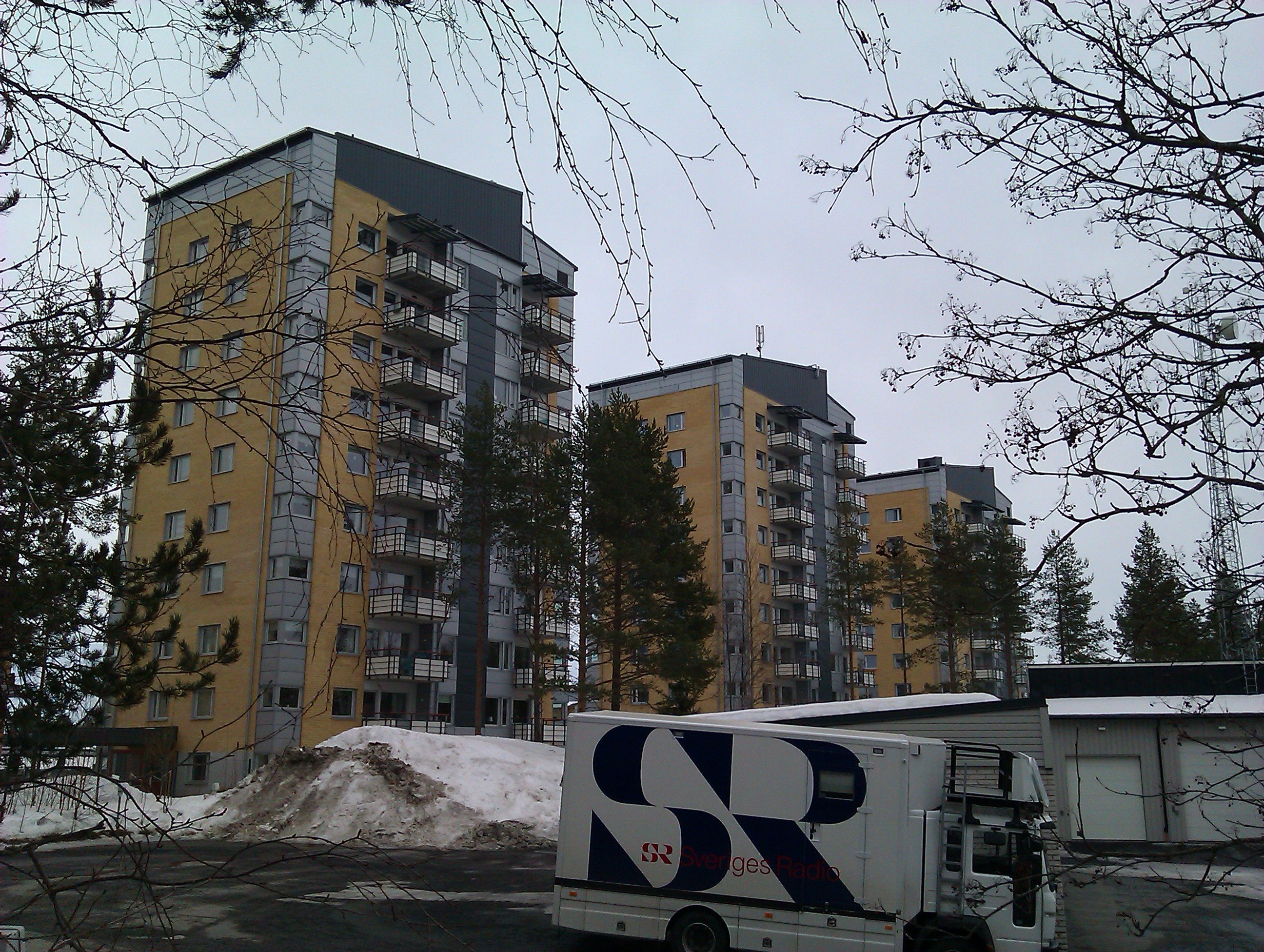
Bebyggelse på Marielund

Marielund är ett mindre bostadsområde inom stadsdelen Olofsdal i Umeå. Området består av fyra höghus med sammanlagt 120 lägenheter, och ligger nära Mariehems Centrum. SR Västerbotten har sitt huvudkontor i anslutning till Marielund.